# Apriona cylindrica
Apriona cylindrica là một loài bọ cánh cứng trong họ Cerambycidae.